# Boletus frostii
Exsudoporus frostii (anteriorment Boletus frostii)  es un hongo comestible, basidiomiceto de la familia Boletaceae.

## Características
La forma del sombrero (píleo) es medio esférico cuando joven y convexo aplanado cuando madura, puede medir hasta 15 centímetros de diámetro, su color es rojo, es pegajoso, cuando esta maduro el borde es de color amarillento a pálidos, el estipe es cilíndrico, reticulado, de color rojizo, puede medir hasta 12 cm de largo y tener un grosor de 3,5 cm.
Crece a finales del verano y principio del otoño, en los bosques de árboles de hoja ancha (hayas y robles), en Estados Unidos, México y Costa Rica.

## Comestibilidad
Es comestible, su sabor y olor es agradable, su carne es blanca amarillenta y el sombrero al cortarse cambia al color azulado, se comercializa en México. No obstante no es recomendada su ingesta por el parecido con otros hongos tóxicos.